# Дафна Коллер
Дафна Коллер (англ. Daphne Koller, нар. 27 серпня 1968) — ізраїльсько-американська професорка факультету інформатики Стенфордського університету, стипендіатка фонду Мак-Артура, співзасновниця освітньої платформи Coursera. Основною галуззю досліджень Коллер є штучний інтелект і його застосування в біомедицині.
Член Національної інженерної академії США (з 2011 року), член Американської академії мистецтв і наук (з 2014 року).

## Біографія
Дафна зростала у сім'ї науковців, з матір'ю-професоркою англійської мови і батьком-ботаніком. 1981-го у 12 років вона пробула рік у Стенфорді разом з батьком. Там вона почала програмувати на комп'ютері RadioShack одного з місцевих студентів. Після повернення у Ізраїль, Дафна повідомила батькові, що заняття в школі нудні для неї, і вона хоче займатися чимось більш цікавим в університеті. Дафні вдалося переконати батька, і вона почала вивчати інформатику і математику в Єврейському університеті в Єрусалимі. У 17 років здобула ступінь бакалавра й почала викладати курс баз даних в тому ж університеті. За рік здобула ступінь магістра й була призвана на строкову військову службу.
Коллер закінчила докторську дисертацію в Стенфордському університеті (1993) під керівництвом Джозефа Халперна і продовжила дослідження у Берклі (1993-1995). У 1995 році Коллер приєдналася до викладацького складу у Стенфордському університеті.
У лютому 2004 року робота Коллер про Байєсівські мережі була відзначена журналом MIT Technology Review у статті «10 новітніх технологій, які змінять ваш світ».
2004-го Коллер отримала стипендію Мак-Артура. У 2007 році отримала першу премію ACM-Infosys розміром $150 000. У 2009 році Дафна Коллер і Нір Фрідман опублікували книгу з графовими моделями. У лютому 2012 року опублікувала курс з цього предмету [Архівовано 22 серпня 2014 у Wayback Machine.] на Coursera. У 2012 році Дафна та Ендрю Нг запустили безкоштовний навчальний онлайн-майданчик Coursera.
Дафна Коллер перебуває у шлюбі з Деном Авіда (Dan Avida), має двох дочок.